# Tasman Rugby Union
Die Tasman Rugby Union (TRU) ist Neuseelands jüngster Rugby-Union-Provinzverband. Er entstand 2006 aus der Fusion der Verbände Marlborough Rugby Union und Nelson Bays Rugby Union. Der neue Verband repräsentiert die Regionen Marlborough und Nelson auf der Südinsel.
Die Auswahlmannschaft des Verbandes in der nationalen Meisterschaft ITM Cup, die Tasman Makos genannt wird, trägt ihre Heimspiele abwechslungsweise im Lansdowne Park in Blenheim und im Trafalgar Park in Nelson aus.
Spieler von Tasman sind berechtigt, in der internationalen Liga Super Rugby zu spielen und werden von den Crusaders aufgeboten.

## Erfolge
Der Vorgängerverband Marlborough Rugby Union war 1973 im Besitz des Ranfurly Shield.

## Bekannte ehemalige und aktuelle Spieler
- Greg Feek
- Rico Gear
- Chris Jack
- Brad Thorn
- Ali Williams
- Anton Segner